# Sempronia de militibus
La lex Sempronia de militibus (o Sempronia de militaris sacrata) va ser una llei romana proposada per Gai Semproni Grac l'any 123 aC. Disposava que cap menor de disset anys podria ser soldat i que s'havien de donar als membres de l'exèrcit de manera gratuïta vestimenta costejada pel tresor romà.